# Altay (czołg)
Altay – turecki czołg podstawowy wyprodukowany przez Otokar.

## Historia
Na początku 2005 roku turecki rząd zatwierdził projekt narodowego czołgu podstawowego. Wstępne porozumienia zostały podpisane w 2007 roku, a w kolejnym roku rozpoczęły się prace projektowe nad czołgiem. W projekt były zaangażowane przedsiębiorstwa Otokar, ASELSAN i Roketsan, a Hyundai Rotem odpowiadała za wsparcie techniczne.